# Зайцев, Василий Владимирович
Василий Владимирович Зайцев (1920—2001) — полковник Советской Армии, участник Великой Отечественной войны, Герой Советского Союза (1945).

## Биография
Василий Зайцев родился 18 апреля 1920 года в деревне Муравка (ныне — Черемисиновский район Курской области). В 1933 году переехал в Сталино, где окончил школу фабрично-заводского ученичества и аэроклуб. В 1937 году Зайцев был призван на службу в Рабоче-крестьянскую Красную Армию. В 1938 году он окончил Ворошиловградскую военную авиационную школу пилотов. С декабря 1941 года — на фронтах Великой Отечественной войны.
К концу войны майор Василий Зайцев командовал эскадрильей 482-го истребительного авиаполка 322-й истребительной авиадивизии 2-го истребительного авиакорпуса 2-й воздушной армии 1-го Украинского фронта. За время своего участия в боевых действиях он совершил 448 боевых вылетов, принял участие в 42 воздушных боях, сбив 16 вражеских самолётов.
Указом Президиума Верховного Совета СССР от 27 июня 1945 года «за образцовое выполнение боевых заданий командования на фронте борьбы с немецкими захватчиками и проявленные при этом мужество и героизм» майор Василий Зайцев был удостоен высокого звания Героя Советского Союза с вручением ордена Ленина и медали «Золотая Звезда» за номером 6060.
После окончания войны Зайцев продолжил службу в Советской Армии. В 1957 году он окончил Военно-воздушную академию. В 1964 году в звании полковника Зайцев был уволен в запас. Проживал в посёлке Чкаловский Московской области, умер 21 апреля 2001 года. Похоронен на кладбище села Леониха Щёлковского района Московской области.
Был также награждён тремя орденами Красного Знамени, орденом Отечественной войны 1-й степени, двумя орденами Красной Звезды, рядом медалей.